# イゾンツォ (小惑星)
イゾンツォ（6501 Isonzo）は、小惑星帯の小惑星。イタリアのファッラ・ディゾンツォで発見された。
名は、観測所のあるファッラ・ディゾンツォ村を流れるイゾンツォ川にちなむ。イゾンツォ川はスロヴェニア西部に端を発し、イタリア東北部を流れてアドリア海に注ぐ。